# Nico Broekhuysen
Nicolaas Broekhuijsen (beter bekend als Nico Broekhuysen) (Dordrecht, 30 december 1876 – Hilversum, 13 mei 1958) was een Nederlands onderwijzer, die bekendstaat als de uitvinder van het korfbal.

## Levensloop
Hij werd geboren als zoon van Johannes Broekhuijsen (1847-1927) en Johanna Elisabeth van Dooren (1849-1922). Zijn vader is schoolhoofd geweest en zelf was hij onderwijzer in Oisterwijk, later Nijmegen en vervolgens in Amsterdam, waar hij les gaf aan de 'nieuwe schoolvereniging'. In 1902 ging hij naar het Zweedse plaatsje Nääs voor een handenarbeidcursus. Daar zag hij het spel ringboll spelen. Dit spel werd gemengd gespeeld. De bal moest door een ring aan een drie meter hoge paal gegooid worden. Het veld was verdeeld in drie vakken, waar de spelers en speelsters niet uit mochten komen.
Thuis in Amsterdam liet Broekhuysen zijn leerlingen een soortgelijk spel spelen. De spelregels werden versimpeld en de ring werd vervangen door een korf. De eerste wedstrijd werd gespeeld op een braakliggend terrein aan de Jan Luykenstraat. Toen men bij de Amsterdamse Bond voor Lichamelijke Opvoeding op zoek was naar een spel waarbij zowel jongens als meisjes konden meedoen, bracht hij zijn variant naar voren.
Op 2 juni 1903 werd de Nederlandsche Korfbal Bond opgericht, waar Broekhuysen voorzitter van werd. Korfbal werd meteen een populaire sport, maar ook, vanwege het gemengd spelen dat als onzedelijk werd beschouwd, omstreden. Een krant schreef zelfs: "Korfbal is een monster, dat zijn klauwen naar alle zijden uitstrekt."
Broekhuysen maakte mee dat korfbal tijdens de Olympische Zomerspelen 1920 in Antwerpen demonstratiesport was. In 1933 was hij medeoprichter van de Internationale Korfbalfederatie. Hij bleef tot 1934 voorzitter van de Nederlandse bond en werd daarna erevoorzitter.
Rond de Eerste Wereldoorlog verhuisde hij naar Baarn waar hij hoofd van de Nieuwe Baarnsche School was. Hij werd voorzitter van Baarns Bloei, de voorloper van de VVV, vicevoorzitter van de Volksbond tegen Drankmisbruik en secretaris van de Floralia Vereniging. Ook werd hij bestuurslid van de Baarnsche Bond voor Lichamelijke Opvoeding. In 1958 overleed hij op 81-jarige leeftijd, waarna hij in Baarn begraven werd.

## Vernoemingen
- Het Poldergemaal Nico Broekhuysen werd naar hem vernoemd.
- De Groninger korfbalvereniging Nic. (opgericht 20 december 1920) is naar hem vernoemd.